# Томшань (комуна, Вилча)
Томшань, Томшані (рум. Tomșani) — комуна у повіті Вилча в Румунії. До складу комуни входять такі села (дані про населення за 2002 рік):
- Белцецень (442 особи)
- Богденешть (783 особи)
- Думбревешть (82 особи)
- Кічень (359 осіб)
- Мірешть (93 особи)
- Томшань (840 осіб)
- Фолештій-де-Жос (866 осіб)
- Фолештій-де-Сус (729 осіб)

Комуна розташована на відстані 178 км на північний захід від Бухареста, 25 км на захід від Римніку-Вилчі, 90 км на північ від Крайови, 135 км на південний захід від Брашова.

## Населення
За даними перепису населення 2002 року у комуні проживали 4194 особи.
Національний склад населення комуни:
| Національність | Кількість осіб | Відсоток |
| -------------- | -------------- | -------- |
| румуни         | 4191           | 99,9%    |
| німці          | 2              | < 0,1%   |
| цигани         | 1              | < 0,1%   |

Рідною мовою назвали:
| Мова      | Кількість осіб | Відсоток |
| --------- | -------------- | -------- |
| румунська | 4193           | > 99,9%  |
| німецька  | 1              | < 0,1%   |

Склад населення комуни за віросповіданням:
| Релігія       | Кількість осіб | Відсоток |
| ------------- | -------------- | -------- |
| православні   | 4187           | 99,8%    |
| адвентисти    | 3              | 0,1%     |
| баптисти      | 2              | < 0,1%   |
| римо-католики | 1              | < 0,1%   |
| лютерани      | 1              | < 0,1%   |

## Зовнішні посилання
- Дані про комуну Томшань на сайті Ghidul Primăriilor